# ヴァディム・カルカチェフ
ヴァディム・カルカチェフ（Vadim Karkachev）は、旧ソビエト連邦出身の男性フィギュアスケートアイスダンス選手。1982年世界ジュニア選手権優勝。パートナーはナタリア・アンネンコ。

## 経歴
1980-1981年シーズン、ナタリア・アンネンコとカップルを結成し世界ジュニア選手権に初出場し、2位となる。翌1981-1982年シーズンの世界ジュニア選手権では優勝を果たしたが、シーズン終了後にカップルは解散した。

## 主な戦績
| 大会/年       | 1980-81 | 1981-82 |
| ------------- | ------- | ------- |
| 世界Jr.選手権 | 2       | 1       |